# 瀧七海
瀧 七海（たき ななみ、2005年11月9日 - ）は、日本の女優、ファッションモデル。福岡県・大牟田市出身。アミューズ所属。

## 略歴
2017年、芸能プロダクション「アミューズ」が開催したオーディション「アミューズ 全県全員面接オーディション2017 〜九州・沖縄編〜」で3,224名の中から準グランプリを獲得し、芸能界入りを果たす。
2021年、ドラマ『前科者 －新米保護司・阿川佳代－』で女優デビューを果たす。また、2022年、『きさらぎ駅』で映画初出演となった。

## 人物
特技は、インラインスケート。
憧れの有名人は、蒼井優。

## 出演

### テレビドラマ
- 前科者 －新米保護司・阿川佳代－ 第3話（2022年1月20日、WOWOW） - 今野あおい 役
- 恋の病と野郎組  Season2 （2022年1月24日 - 6月4日、日本テレビ） - 星野シオリ 役
- 17才の帝国 （2022年5月7日 - 6月4日、NHK総合） - ゆみ 役[5]
- インビジブル 第6話（2022年5月20日、TBS） - キリコ（幼少期） 役
- ZIP!朝ドラマ クレッシェンドで進め（2022年10月17日 - 12月16日、日本テレビ） - 青木 役
- 早朝始発の殺風景 （2022年11月4日 - 、WOWOW） - 叶井 役[6]
- ブラッシュアップライフ （2023年1月8日、日本テレビ） - 宇野真里 役[7][8]
- ブラックファミリア〜新堂家の復讐〜（2023年10月5日 - 12月7日、日本テレビ） - 早乙女葵 役[9]
- しょせん他人事ですから 〜とある弁護士の本音の仕事 第6話・第7話（2024年8月30日・9月6日、テレビ東京） - あじぇる 役[10]
- 大河ドラマ 光る君へ 最終回（2024年12月15日、NHK） -  藤原嬉子役[11]
- 秘密〜THE TOP SECRET〜 第4話・第5話（2025年2月17日・24日、関西テレビ・フジテレビ） -  岸谷理香子 役

### 映画
- きさらぎ駅（2022年6月4日、イオンエンターテイメント） - 葉山凛 役[12]
  - きさらぎ駅 Re:（2025年6月13日、イオンエンターテイメント）[13]
- 少女は卒業しない（2023年2月23日、クロックワークス）
- ブルーピリオド　(2024年8月9日、C&Iエンタテインメント)　- 白井育美 役
- 大きな玉ねぎの下で（2025年2月7日、東映） - 谷崎明日香 役[14]

### 配信ドラマ
- AMUSE YouTube THEATER 「春の手紙」、鶴岡慧子監督作品（2021年6月5日、YouTube） - 女子高生 役[15]
- 『I am…』23歳たち「終りの季節」（2024年1月26日配信、FOD / 3月18日〈予定〉、フジテレビ）[16][17][18]
- 七夕の国 最終話（2024年8月8日配信、ディズニープラススター） - 村人 役[19]

### 舞台
- パルコ・プロデュース 2025「エドモン〜『シラノ・ド・ベルジュラック』を書いた男〜」（2025年4月7日 - 30日、PARCO劇場 / 5月9日・10日、東大阪市文化創造館 Dream House 大ホール / 5月17日・18日、福岡市民ホール 大ホール / 5月24日、豊田市民文化会館 大ホール）[20]

### CM
- ネスタリゾート神戸「スピードホーク」篇、「スカイイーグル」篇（2020年）
- ベネッセ「進研ゼミ」 「いけるよ。」篇（2021年）
- 森永製菓inゼリー 「受験にinゼリー2023」篇（2023年）[21]

### MV
- きゃない 「愛の言葉」(2023年3月15日)
- Uru 「心得」（2023年5月29日）[22]
- 乃紫 「A8番出口」(2023年4月10日)[23]